# Coccophagus angolensis
Coccophagus angolensis är en stekelart som beskrevs av Annecke och Insley 1974. Coccophagus angolensis ingår i släktet Coccophagus och familjen växtlussteklar.
Artens utbredningsområde är Angola. Inga underarter finns listade i Catalogue of Life.